# Melanagromyza kenyensis
Melanagromyza kenyensis är en tvåvingeart som beskrevs av Spencer 1959. Melanagromyza kenyensis ingår i släktet Melanagromyza och familjen minerarflugor.
Artens utbredningsområde är Kenya. Inga underarter finns listade i Catalogue of Life.